# Zum freundlichen Gesicht

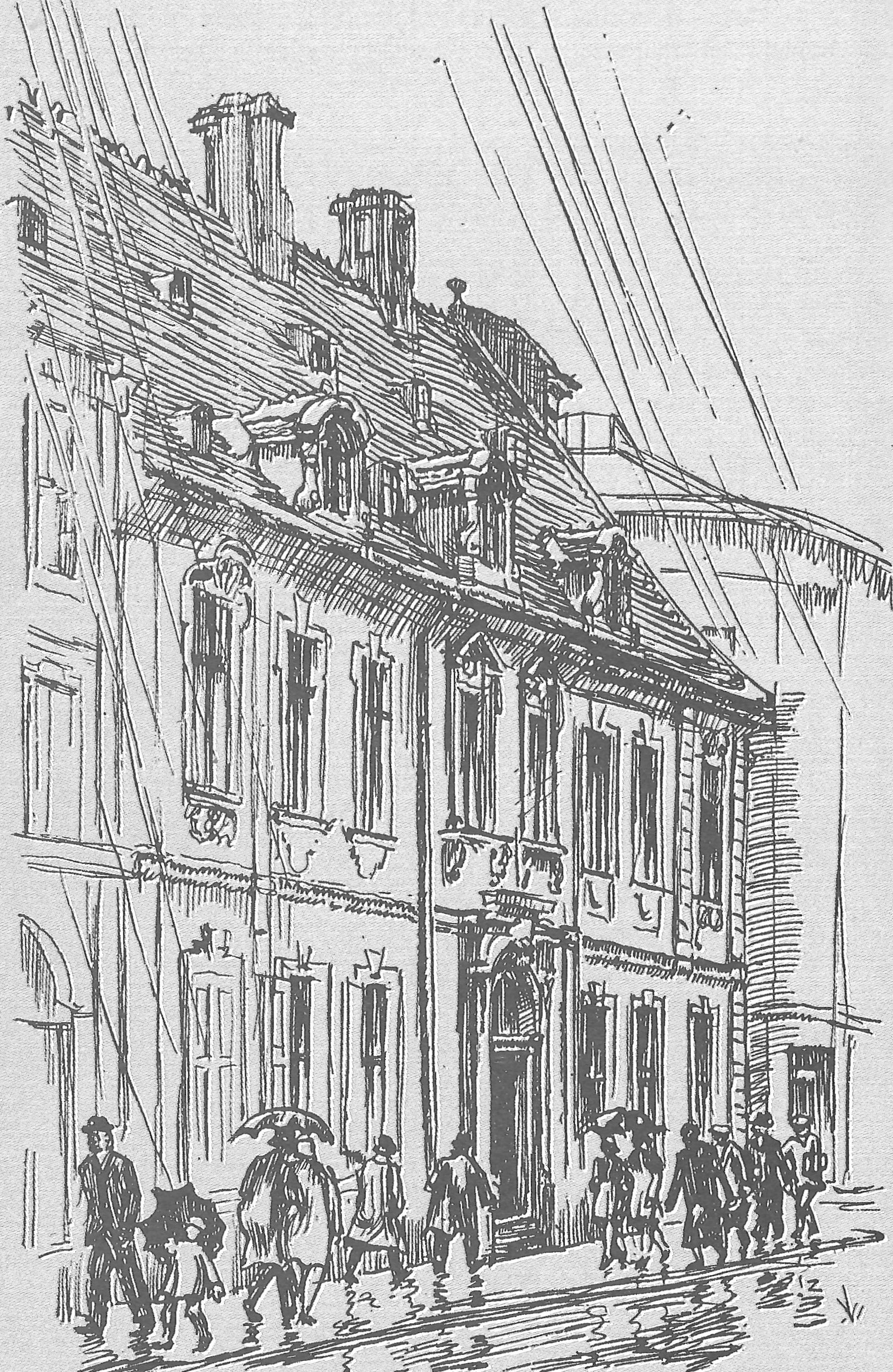
Das Haus Zum freundlichen Gesicht auf einer Zeichnung von Wilhelm Giese (1883–1945), Blick von Nordosten, 1930 veröffentlicht

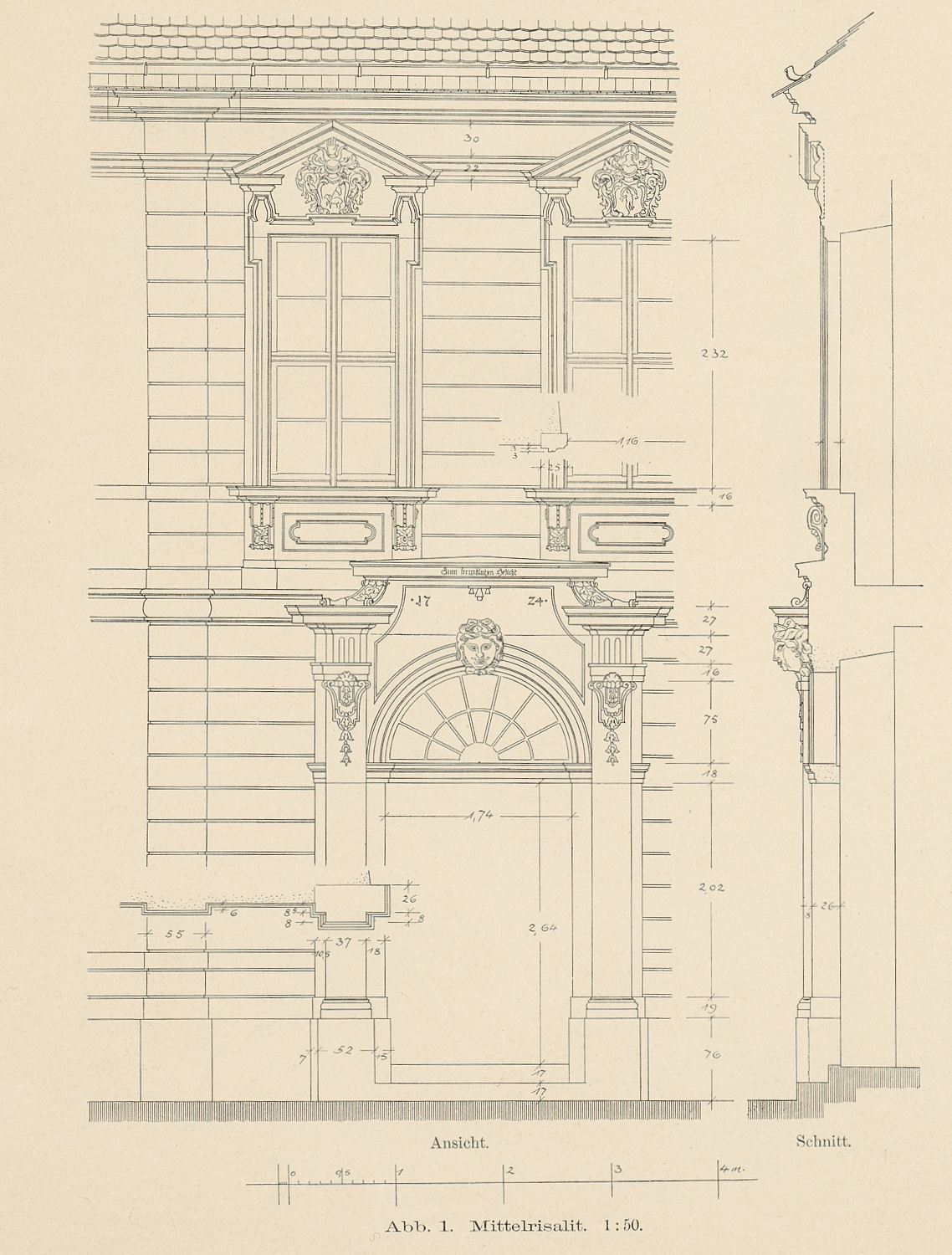
Zeichnung des Mittelrisalits, 1915

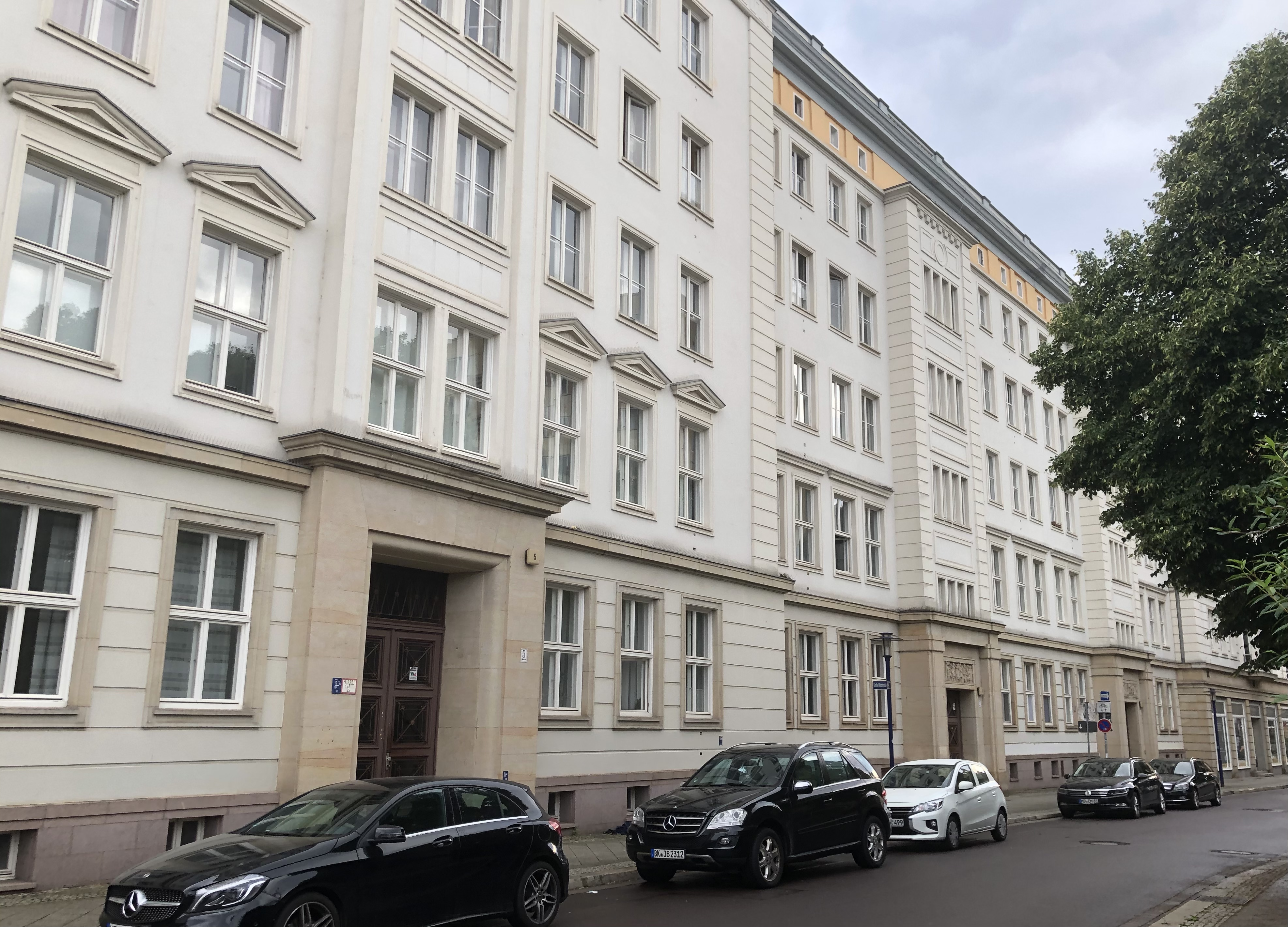
Etwa gleicher Blick wie 1930 im Jahr 2021

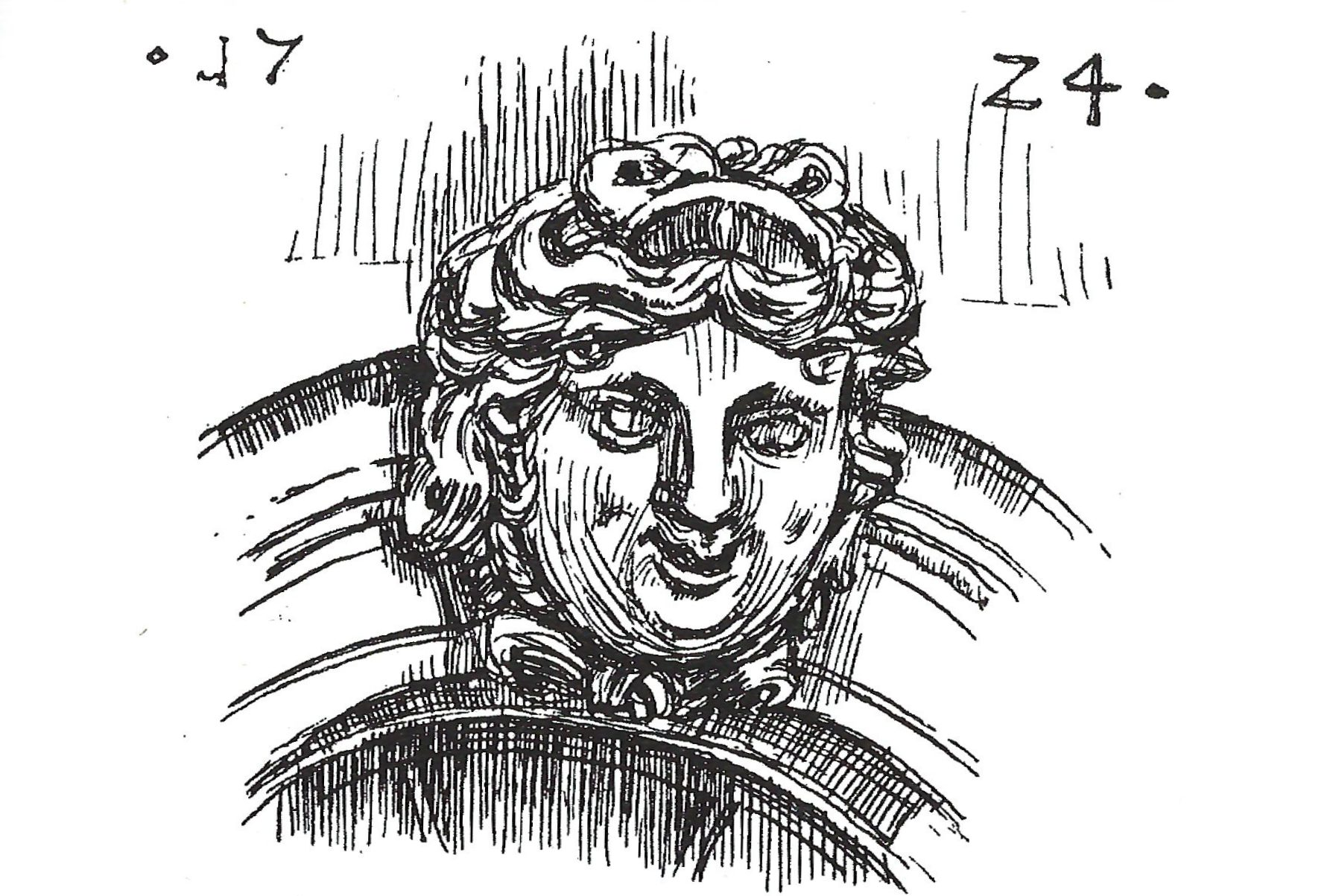
Hauszeichen, Zeichnung von Wilhelm Giese

Das Haus Zum freundlichen Gesicht war ein Gebäude in Magdeburg im heutigen Sachsen-Anhalt. Es wurde im Zweiten Weltkrieg zerstört und gilt als verlorengegangenes Baudenkmal.

## Lage
Es befand sich in der Magdeburger Altstadt an der ehemaligen Adresse Große Münzstraße 13 auf der Südseite der Großen Münzstraße, in einer Ecklage zur Kutscherstraße. In der Vergangenheit war das Grundstück vor einer Umnummerierung als Nummer 8 geführt worden. Heute befinden sich dort die in den 1950er Jahren errichteten Wohnhäuser Große Münzstraße 5 und 7.

## Architektur und Geschichte

Alexander Erskein (1598–1656)

Das Anwesen war ein Lehn des Klosters Unser Lieben Frauen und gehörte vor dem Jahr 1631 Ebeling Alemann. Später gehörte es seiner Witwe, bevor das Grundstück dann an den Rat der Stadt Magdeburg fiel. Gemeinsam mit dem benachbarten, östlich angrenzenden Grundstück Nummer 14 schenkte es der Rat im Jahr 1647 Alexander Erskein, dem Präsidenten des schwedischen Hofgerichts in Pommern und Assistensrat beim schwedischen Hauptheer in Deutschland. Ziel war es dabei, den als Vermittler zwischen der Stadt und der schwedischen Regierung wirkenden Erskein, günstig für die Belange der Stadt zu stimmen. Seine Erben verkauften das Grundstück an Otto von Guericke junior (1628–1704), dem Sohn Otto von Guerickes, der beim Grundstücksgeschäft auch vermittelte. Das Grundstück war jedoch, wohl in Folge der Zerstörung Magdeburgs im Jahr 1631, wüst und wurde zur Ablagerung von Müll genutzt. Otto von Guericke senior ließ den Platz beräumen und das Grundstück von einer Mauer umgeben. Es wurde dann als Garten genutzt. Auf dem Grundstück des späteren Hauses Zum freundlich Gesicht wurde in der Zeit bis 1695 ein Gebäude errichtet. Es kam dann zu einem Grundstückstausch. Von Guericke gab das Grundstück Große Münzstraße 13 an die Ulrichsgemeinde und erhielt von dieser dafür das Grundstück Georgenstraße 12. Die Ulrichsgemeinde veräußerte das Haus im Jahr 1695 für 350 Taler an den kurbrandenburgischen Münzmeister Johann Christoph von Sehlen. Im Jahr 1725 wurde das Anwesen vom Münzmeister Johann Georg Neubauer für 350 Taler an Christian Grünberg veräußert.
Eine andere Angabe nennt 1724 als Eigentümer August von Haeseler, der von 1722 bis März 1724 das bis 1945 bestehende Haus Zum freundlichen Gesicht errichten ließ. Eine Taxierung des Baus mit 7468 Talern ist durch die Meister Burckard und Röthel überliefert. Es wird vermutet, dass Grünberg vielleicht nur als Strohmann für Haeseler auftrat. Als Baumeister wird J. Chr. Memhard vermutet. Es entstand ein zweigeschossiges verputztes Gebäude. Die Fassade zur nördlich verlaufenden Großen Münzstraße war im Erdgeschoss siebenachsig ausgeführt. Nach Westen zur Kutscherstraße war sie dreiachsig. Die mittlere Achse und die jeweils äußeren Achsen der Nordfassade traten nach Norden in Art von Risaliten hervor und waren durch rustizierte Lisenen hervorgehoben. Der Mittelrisalit war durch Putzstreifen gegliedert. Im Obergeschoss war der Risalit zweiachsig ausgeführt. Die beiden Fensteröffnungen wurden von Dreiecksgiebeln bekrönt, unter denen sich die Wappen der Familie Haeseler und Köpke befanden. Die Fensterbänke wurden von Konsolen getragen. Im Erdgeschoss des Mittelrisalits bestand ein als Rundbogen ausgeführtes, von Pilastern umgebenes Portal. Die Pilaster trugen Gebälkstücke, auf denen sich ein auf Voluten angeordnetes Gesimsstück befand.
Oberhalb der Haustür befand sich ein Oberlicht, das von einem Segmentbogen überspannt wurde. Im Scheitelpunkt des Bogens befand sich als Hauszeichen das Bildnis eines lächelnden, pausbäckigen Frauengesichts, worauf der Name des Hauses Bezug nahm. Links oberhalb des Hauszeichens befand sich als Inschrift eine 17, rechts eine als Z4 geschriebene 24. Die Jahreszahl 1724 verwies auf das Jahr der Fertigstellung des Hauses. Oberhalb des Hauszeichens befand sich die Inschrift Zum freundlichen Gesicht.
Auch an der schmalen Seite zur Kutscherstraße befand sich ein gefugter Risalit. Er setzte sich nach oben in Form von zwei Pilastern fort, die einen Segmentbogen trugen. An den Eckfenstern des Hauses befindliche Verzierungen traten in dieser Form erstmals in Magdeburg auf.

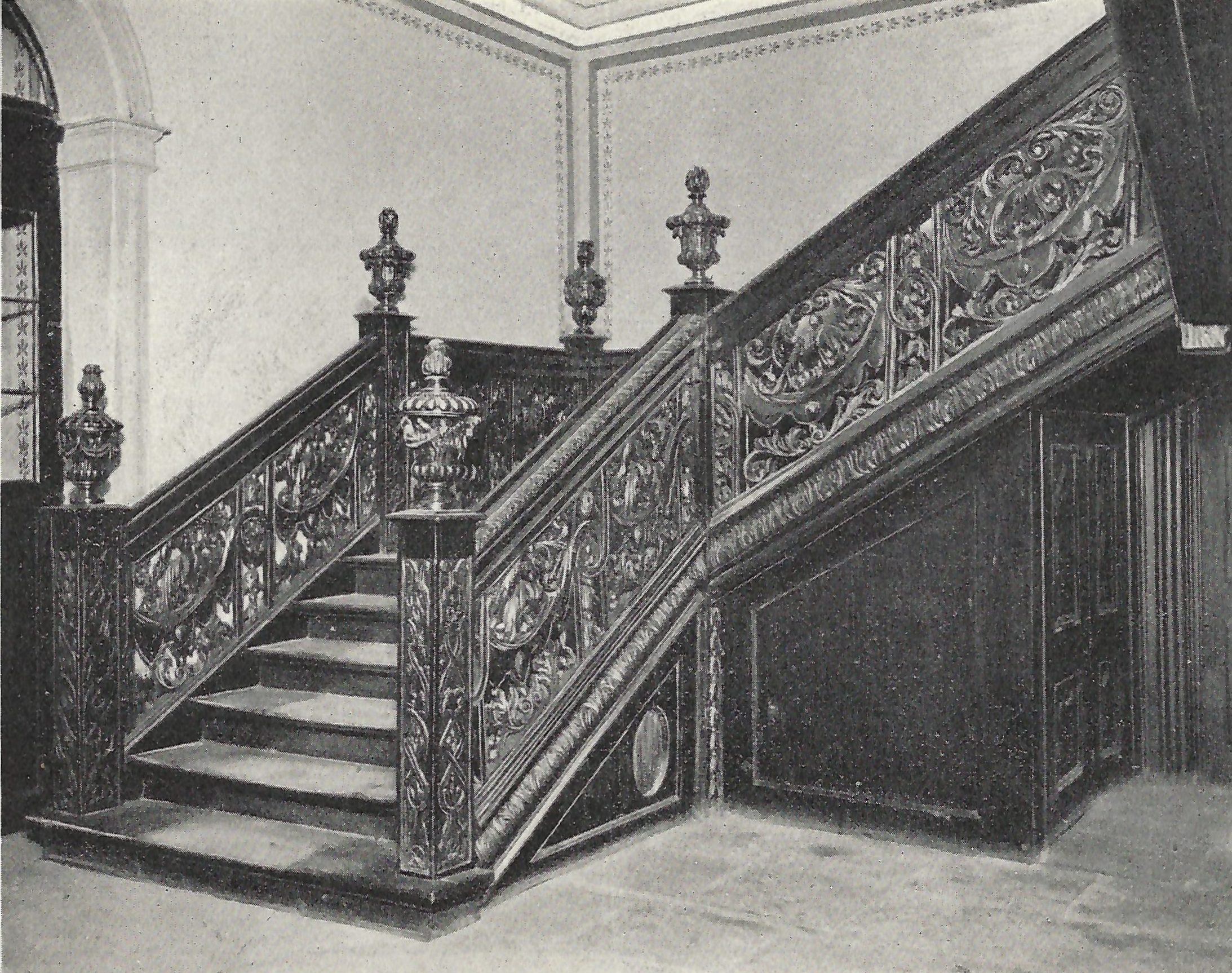
Treppe im Haus, 1902 oder früher

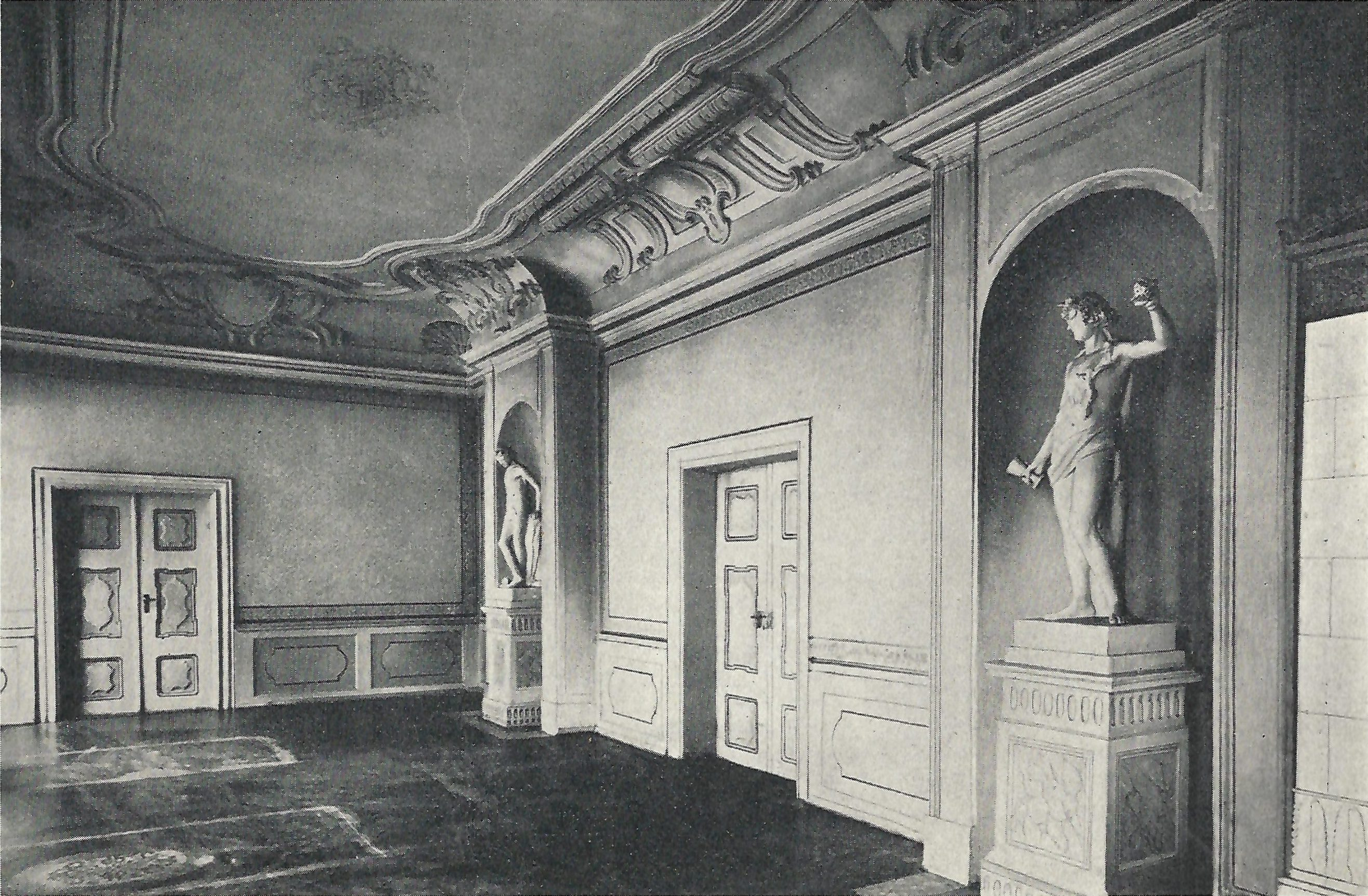
Saal im Haus

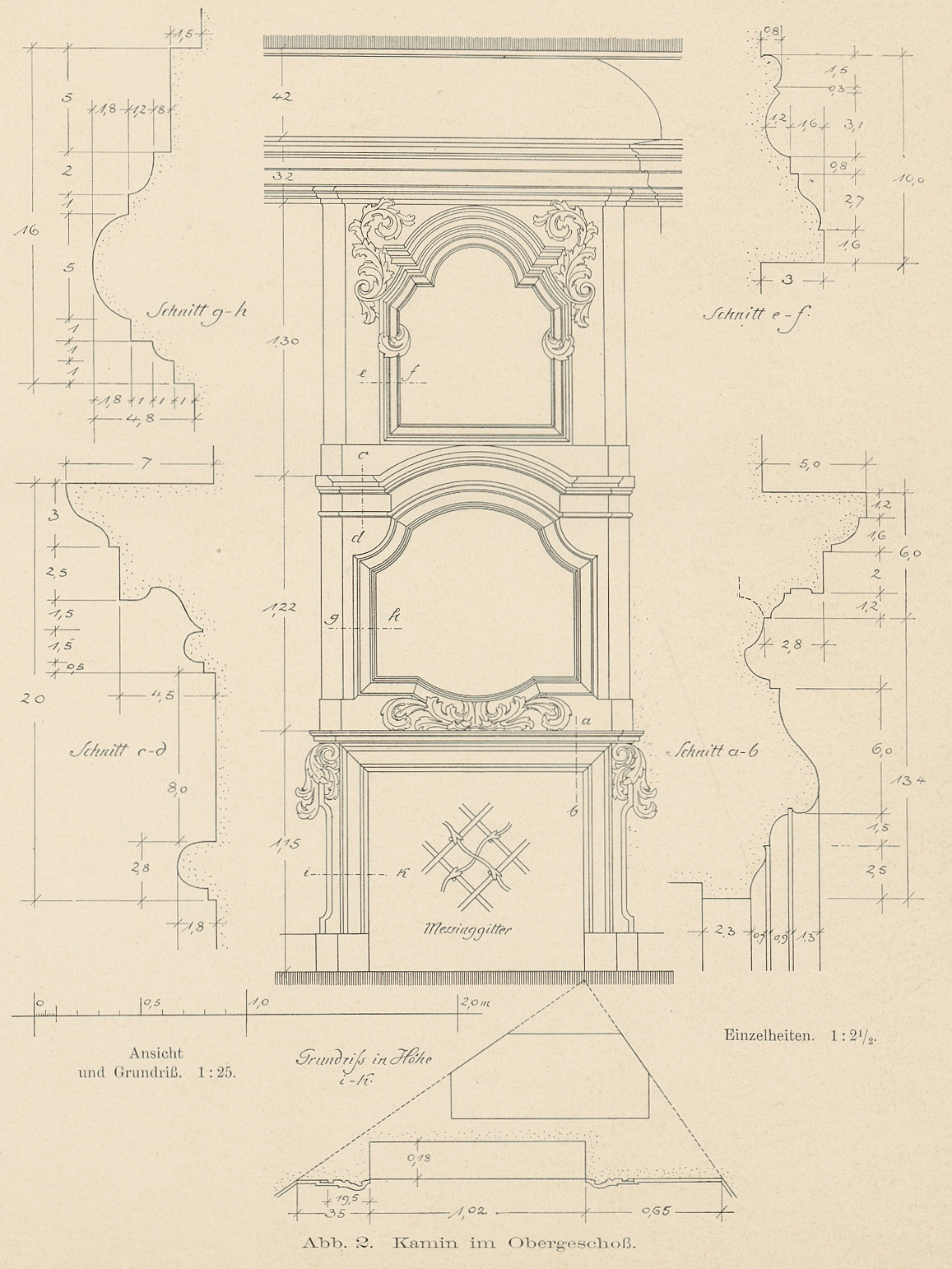
Zeichnung des Kamins im Obergeschoss

Unterhalb der Fenster des Obergeschosses befanden sich Felder mit Verzierungen in Form von Lambrequinen. Bedeckt war das Haus von einem recht steilen Satteldach, das etwas über die Gesimskante vorstand. Auf der Nordseite waren darin drei stehende Dachfenster angeordnet, die von Segmentbögen überfangen waren. Die Dachfenster waren zwischen den Seiten- und dem Mittelrisalit sowie oberhalb des Mittelrisalits angeordnet.
Bemerkenswert war eine im Inneren befindlich Treppe mit geschnitztem Geländer sowie ein mit einer Stuckdecke versehener Saal. Im Obergeschoss befand sich darüber hinaus ein verzierter Kamin.
Im Haus war das 1789 gegründete Handelsunternehmen Walstab & Comp. ansässig, aus dem die Vereinigten Ölfabriken Hubbe und Farenholtz hervorgingen.
In der Zeit um 1823 lebte und arbeitete der Kleidermacher Christian Krüger im Haus, dem es auch gehörte. Krüger war in der Bürgerwehr als Leutnant und Adjutant tätig. 1942/1943 gehörte das Haus den Fabrikbesitzern H. und Herbert Hubbe. Die Hubbe Handelsgesellschaft für Öle, Fette, Chemikalien und Seifenrohstoffe hatte in dieser Zeit hier ihren Sitz. Darüber hinaus bestand die Großhandelsgesellschaft Rachvoll & Steinbrecht, die auch Metallrohre vertrieb und die Großhandlung K. Walter, die mit Emailleware handelte.
Das Gebäude Zum freundlichen Gesicht wurde während des Zweiten Weltkriegs zerstört. Das Hauszeichen wurde in der Zeit um 1946 von Werner Priegnitz aus den Trümmern geborgen und eingelagert. Beim späteren, sich nicht an die gewachsene Stadtstruktur haltenden Wiederaufbau, wurde die südliche Verlängerung der Kutscherstraße ab der Einmündung der Großen Münzstraße durch eine in den 1950er Jahren errichtete Wohnbebauung überbaut. Die historische Ecksituation ist daher nicht mehr vorhanden.

## Sage
Das Haus Zum freundlichen Gesicht ist Gegenstand einer Sage. Danach erwarb ein Kaufmann Gottlob Ring ein prächtiges Fachwerkhaus in der Großen Münzstraße, die damals noch Stallstraße genannt wurde, gleich neben dem Geburtshaus von Otto von Guericke. Das Haus selbst war im Inneren jedoch recht düster und besaß nur einen kleinen Hof. Er lernte nach einiger Zeit auf einer Handelsreise im Rheinland Barbara, die schöne und lebensfrohe Tochter eines Handelspartners kennen und lieben. Nach einem halben Jahr heirateten die beiden in Magdeburg und Barbara zog in das Haus ihres Ehemanns.
Die anfänglich noch fröhliche Barbara wurde zunehmend trauriger und depressiv und beklagte sich über das dunkle Haus. Häufig saß sie am Fenster und schaute traurig auf die Straße. Dabei sah sie auch, wie das auf der anderen Straßenseite liegende alte Eckhaus zur Kutscherstraße abgerissen und durch einen Neubau für den reichen Kaufmann Klaus ersetzt wurde. Klaus scheute keine Kosten und hatte bekannte Baumeister aus dem Ausland beauftragt. Erstaunlicherweise sah sie jedoch nie wirkliche Bauarbeiten. Tagsüber war Ruhe, über Nacht schien das Gebäude jedoch immer weiter zu wachsen. Mit dem Baufortschritt war Barbara immer faszinierter von dem neuen Haus in der Nachbarschaft. Ihre Depression steigerte sich, da ihr klar wurde, dass sie nie in einem solchen Gebäude wohnen würde. Sie erkrankte ernsthaft und war bettlägerig. Zum Tag der Einweihung wurden die Rings eingeladen. Barbara ging trotz ihrer Schwäche mit. Kaum hatte sie das neue Haus betreten, lebte sie sichtbar auf. Ihr Mann war von dieser Entwicklung so beeindruckt, dass er dem Bauherrn Klaus den Kauf des Hauses anbot. Klaus lehnte jedoch ab. Barbara ging es in der nächsten Zeit zunehmend schlechter. Bald war sie todkrank. Eines Tages erschien spät in der Nacht Klaus in Begleitung eines kleinen Männleins bei Gottlob Ring. Klaus berichtete, dass er eine weite Reise unternehmen müsse und es ungewiss wäre, ob er überhaupt nach Magdeburg zurückkehrt. Er bot Ring daher an, das Haus nun doch zu kaufen. Er machte allerdings eine Bedingung. Das Männlein gehöre zu dem Haus wie Fundament und Dach. Er müsse das Männlein im Hause behalten und dürfe nie danach fragen, wer das Männlein sei, wie es heiße und was es nachts mache. Gottlob willigte ein. Schon am nächsten Tag wurde der Vertrag unterzeichnet. Barbara und Gottlob zogen in das neu errichtete Haus, woraufhin Barbara ihre Krankheit überwand. Das Männlein verschwand jeweils in der Nacht und erschien erst am Morgen wieder. Eines Morgens kehrte es nicht zurück und blieb verschwunden. Möglicherweise handelte es sich um das Magdeburger Zaubermännlein, das auch andernorts in Magdeburg wirkte.
Gottlob Ring brachte über der Tür des Hauses aus Dankbarkeit für die Gesundung seiner Frau das Hauszeichen Zum freundlichen Gesicht an. Bei der Zerstörung Magdeburgs 1631 brannte auch das Haus nieder, wobei jedoch das Hauszeichen und einige weitere Verzierungen geborgen und in spätere Neubauten integriert wurden.